# Glenn Morshower
Glenn Grove Morshower (Dallas, 24 aprile 1959) è un attore statunitense.

## Biografia
Conosciuto soprattutto per aver recitato nel ruolo dell'Agente dei Servizi Segreti Aaron Pierce, nella serie TV della Fox, 24. Il suo personaggio ha ricevuto parecchi consensi tra gli spettatori dello show ed è apparso in tutte le stagioni tranne l'ultima.
È nato a Dallas, Texas, il 24 aprile del 1959, ed ha iniziato la sua carriera di attore a 12 anni, presso il Dallas Theater Center. Due anni dopo ha cominciato a girare spot televisivi e all'età di 16 anni è apparso per la prima volta sul grande schermo, recitando nel film Drive-In.
Dopo essersi laureato all'Hillcrest High School nel 1977, Glenn andò a vivere a Hollywood. Nel 1978 ha sposato Carolyn Elizabeth Lindsley, con cui era legato fino dai tempi del liceo; hanno avuto due figli. Nel corso degli anni ha impersonato ruoli di minore importanza in pellicole di grande successo, interpretando soprattutto agenti segreti o militari.
Morshower ha recitato in diverse serie TV come Streghe, Hazzard, Matlock, West Wing - Tutti gli uomini del Presidente, In viaggio nel tempo, Star Trek: The Next Generation, NYPD - New York Police Department, X-Files, Millennium, Babylon 5, Star Trek: Voyager, King of the Hill, Buffy l'ammazzavampiri, JAG - Avvocati in divisa, Alias, Star Trek: Enterprise, Crossing Jordan, Deadwood, ER, NCIS, The Closer, Bones, Gli amici di papà, Trauma, Criminal Minds, Dollhouse e 24.
Oltre aver partecipato alle tre serie di Star Trek, ha avuto anche una piccola parte in Generazioni. Morshower è anche apparso svariate volte in West Wing - Tutti gli uomini del Presidente e CSI: Scena del crimine, e ha doppiato "Overlord" nel videogioco Call of Duty: Modern Warfare 2.
Morshower è apparso in un episodio di World Poker Tour, il 5 maggio 2008, classificandosi sesto.

### The Extra Mile
"The Extra Mile" è una serie di performance scritte e interpretate da Glenn Morshower. Il programma è una combinazione di racconti, discorsi di incoraggiamento, consigli sul comportamento e sulla vita.
Gli spettacoli, rappresentati in diversi teatri degli USA, sono stati seguiti da migliaia di persone, comprese alcune celebrità.

## Filmografia

### Cinema
- Drive-In, regia di Rod Amateau (1976)
- Philadelphia Experiment (The Philadelphia Experiment), regia di Stewart Raffill (1984)
- Tango & Cash, regia di Andrej Končalovskij (1989)
- Trappola in alto mare (Under Siege), regia di Andrew Davis (1992)
- Operazione Desert Storm (1994)
- The River Wild - Il fiume della paura (The River Wild), regia di Curtis Hanson (1994)
- Generazioni (Star Trek: Generations), regia di David Carson (1994)
- Air Force One, regia di Wolfgang Petersen (1997)
- Incubo sull'autostrada (Runaway Car), regia di Jack Sholder (1997)
- Godzilla, regia di Roland Emmerich (1998)
- Pearl Harbor, regia di Michael Bay (2001)
- Black Hawk Down - Black Hawk abbattuto (Black Hawk Down), regia di Ridley Scott (2001)
- Debito di sangue (Blood Work), regia di Clint Eastwood (2002)
- The Core, regia di Jon Amiel (2003)
- Gacy, regia di Clive Saunders (2003)
- Hostage, regia di Florent Emilio Siri (2005)
- The Island, regia di Michael Bay (2005)
- Good Night, and Good Luck., regia di George Clooney (2005)
- Dietro le linee nemiche II - L'asse del male (Behind Enemy Lines II: Axis of Evil), regia di James Dodson (2006)
- Striking Range, regia di Daniel Millican (2006)
- Transformers, regia di Michael Bay (2007)
- Transformers - La vendetta del caduto (Transformers: Revenge of the Fallen), regia di Michael Bay (2009)
- Come ti ammazzo l'ex (ExTerminators), regia di John Inwood (2009)
- L'uomo che fissa le capre (The Men Who Stare at Goats), regia di Grant Heslov (2009)
- La città verrà distrutta all'alba (The Crazies), regia di Breck Eisner (2010)
- X-Men - L'inizio (X-Men: First Class), regia di Matthew Vaughn (2011)
- Transformers 3 (Transformers: Dark of the Moon), regia di Michael Bay (2011)
- After Earth, regia di M. Night Shyamalan (2013)
- Parkland, regia di Peter Landesman (2013)
- Dark Places - Nei luoghi oscuri (Dark Places), regia di Gilles Paquet-Brenner (2015)
- Aftermath - La vendetta (Aftermath), regia di Elliott Lester (2017)
- Transformers - L'ultimo cavaliere (Transformers: The Last Knight), regia di Michael Bay (2017)
- Bug, regia di Parker Dorris (2017)
- A Dark Foe, regia di Maria Gabriela Cardenas (2020)
- The Runners, regia di Micah Lyons e Joey Loomis (2020)
- Scream Test, regia di Bob Cook (2020)
- Fino all'ultimo indizio (The Little Things), regia di John Lee Hancock (2021)
- Under the Stadium Lights, regia di Todd Randall (2021)
- BlackWood, regia di Chris Canfield (2022)

### Televisione
- Star Trek: The Next Generation - serie TV, episodi 2x21-6x18 (1989-1993)
- Matlock - serie TV, 2 episodi (1989-1991)
- Gli amici di papà (Full House) - serie TV, episodio 4x19 (1991)
- In viaggio nel tempo (Quantum Leap) - serie TV, episodio 4x04 (1991)
- Baywatch - serie TV, episodio 2x12 (1992)
- Babylon 5 - serie TV, episodio 2x12 (1995)
- Star Trek: Voyager - serie TV, episodio 2x12 (1995)
- NYPD - New York Police Department - serie TV, 1 episodio (1995)
- Un detective in corsia (Diagnosis: Murder) - serie TV, 1 episodio (1995)
- JAG - Avvocati in divisa (JAG) - serie TV, 5 episodi (1995-2000)
- Il mondo segreto di Alex Mack (The Secret World of Alex Mack) - serie TV, 4 episodi (1996-1998)
- C-16: FBI - serie TV, 8 episodi (1997-1998)
- X-Files (The X-Files) - serie TV, episodio 5x17 (1998)
- Sentinel - serie TV, episodio 3x19 (1998)
- Millennium - serie TV, 2 episodi (1998)
- Strange World - serie TV, 4 episodi (1999-2002)
- L'altra dimensione (Sole Survivor), regia di Mikael Salomon - film TV (2000)
- CSI - Scena del crimine (CSI) - serie TV, 7 episodi (2000-2001)
- West Wing - Tutti gli uomini del Presidente (West Wing) - serie TV, 9 episodi (2001-2002)
- 24 - serie TV, 49 episodi (2001-2009)
- Buffy l'ammazzavampiri (Buffy the Vampire Slayer) - serie TV, episodio 7x04 (2002)
- Star Trek: Enterprise - serie TV, episodio 3x09 (2003)
- NCIS - Unità anticrimine (NCIS) - serie TV, episodio 1x07 (2003)
- Crossing Jordan - serie TV, episodio 3x07 (2004)
- Deadwood - serie TV, episodio 1x05 (2004)
- Alias - serie TV, 2 episodi (2004)
- E.R. - Medici in prima linea (ER) - serie TV, episodio 11x05 (2004)
- Detective Monk (Monk) - serie TV, episodio 3x12 (2005)
- American Dreams - serie TV, 3 episodi (2005)
- Streghe (Charmed) - serie TV, 2 episodi (2005)
- Walker Texas Ranger - Processo infuocato (Walker Texas Ranger: Trial of Fire), regia di Aaron Norris (2005) - film TV
- The Closer - serie TV, episodio 2x11 (2006)
- Friday Night Lights - serie TV, 9 episodi (2007-2010)
- Criminal Minds - serie TV, episodio 5x02 (2009)
- Dollhouse - serie TV, episodio 2x07 (2009)
- Law & Order - I due volti della giustizia (Law & Order) - serie TV, episodio 20x17 (2010)
- Cold Case - Delitti irrisolti (Cold Case) - serie TV, episodio 7x17 (2010)
- Trauma - serie TV, episodio 1x17 (2010)
- Grey's Anatomy – serie TV, episodio 6x20 (2010)
- Lie to Me - serie TV, episodio 2x11 (2010)
- Army Wives - serie TV, episodio 4x17 (2010)
- Dallas - serie TV, 10 episodi (2012-2013)
- Hawaii Five-0 - serie TV, episodio 2x02 (2012)
- NCIS: Los Angeles - serie TV, episodio 4x02 (2012)
- Castle - serie TV, episodio 6x02 (2013)
- Dads - serie TV, episodio 1x10 (2013)
- Revolution - serie TV, 4 episodi (2013)
- Law & Order - Unità vittime speciali (Law & Order: Special Victims Unit) - serie TV, episodio 15x16 (2014)
- Wild Card - serie TV, episodio 1x01 (2014)
- Agents of S.H.I.E.L.D. - serie TV, 2 episodi (2014)
- Manhattan - serie TV, episodio 1x05 (2014)
- Bloodline - serie TV, 10 episodi (2015-2016)
- Scandal - serie TV, episodio 4x21 (2015)
- Code Black - serie TV, episodio 1x04 (2015)
- Supergirl - serie TV, 4 episodi (2015-2016)
- Philip K. Dick's Electric Dreams - serie TV, episodio 1x07 (2017)
- I'm Dying Up Here - Chi è di scena? (I'm Dying Up Here) - serie TV, 4 episodi (2017)
- Preacher - serie TV, episodio 2x01 (2017)
- Narcos - serie TV, episodio 3x03 (2017)
- The Resident - serie TV, 25 episodi (2018-2022)
- Madam Secretary - serie TV, episodio 6x09 (2019)
- Women of the Movement - miniserie TV (2022)
- Ozark - serie TV, 3 episodi (2022)
- Manhunt – miniserie TV, 7 puntate (2024)

## Doppiatori italiani
Nelle versioni in italiano delle opere in cui ha recitato, Glenn Morshower è stato doppiato da:
- Stefano Mondini in Star Trek - The Next Generation, Incubo sull'autostrada, Alias, Transformers, Transformers - La vendetta del caduto, Transformers 3, Code Black, Transformers - L'ultimo cavaliere
- Edoardo Siravo in Castle, X-Men - L'inizio, Parkland
- Ambrogio Colombo in Buffy l'ammazzavampiri, Criminal Minds, Dark Places - Nei luoghi oscuri
- Saverio Indrio in X-Files, Fino all'ultimo indizio
- Emilio Cappuccio in West Wing - Tutti gli uomini del presidente, Cold Case - Delitti irrisolti
- Enzo Avolio in The Closer, Grey's Anatomy
- Angelo Nicotra in Law & Order - Unità vittime speciali, Narcos
- Michele Gammino in La città verrà distrutta all'alba, Supergirl
- Pierluigi Astore in Philip K. Dick's Electric Dreams, The Resident
- Massimiliano Lotti in I'm Dying Up Here - Chi è di scena?, Preacher
- Guido Cerniglia in Philadelphia Experiment
- Simone Mori in Trappola in alto mare
- Saverio Moriones in Star Trek: Enterprise
- Giorgio Locuratolo in E.R. - Medici in prima linea
- Paolo Marchese in Millennium
- Francesco Prando in C-16: FBI
- Stefano Carraro in Streghe
- Sandro Iovino in CSI - Scena del crimine
- Manlio De Angelis in Black Hawk Down - Black Hawk abbattuto
- Nino D'Agata in 24 (st. 1, 4-7)
- Maurizio Reti in 24 (st. 2)
- Massimo Milazzo in 24 (st. 3)
- Wladimiro Grana in Debito di sangue
- Giovanni Petrucci in Detective Monk
- Fabrizio Temperini in NCIS - Unità anticrimine
- Mario Bombardieri in Hostage
- Gerolamo Alchieri in The Island
- Renato Cecchetto in Walker Texas Ranger - Processo infuocato
- Antonio Angrisano in Good Night, and Good Luck.
- Luciano Roffi in Dietro le linee nemiche II - L'asse del male
- Giorgio Favretto in Bones
- Gaetano Lizzio in NCIS: Los Angeles
- Carlo Marini in Hawaii Five-0
- Franco Zucca in L'arte di vincere
- Angelo Maggi in Dallas
- Vittorio Bestoso in Scandal
- Gianluca Machelli in After Earth
- Bruno Alessandro in Agent of S.H.I.E.L.D.
- Paolo Buglioni in Bloodline
- Stefano Alessandroni in Aftermath - La vendetta
- Dario Oppido in Ozark
- Fabrizio Pucci in Manhunt

Da doppiatore è stato sostituito da:
- Gianni Gaude in Call of Duty: Modern Warfare II (2022), Call of Duty: Modern Warfare III (2023)
- Dario Oppido in Disaster! - La terra è fottuta (Presidente)
- Raffaele Farina in Disaster! - La terra è fottuta (Gen. Washington)
- Riccardo Rovatti in Call of Duty 4: Modern Warfare
- Gabriele Calindri in Call of Duty: Modern Warfare 2
- Paolo Sesana in Battlefield 3